# Саїманга червоногорла
Саїманга червоногорла (Anthreptes rhodolaemus) — вид горобцеподібних птахів родини нектаркових (Nectariniidae). Мешкає в Південно-Східній Азії.

## Поширення і екологія
Червоногорлі саїманги мешкають на Малайському півострові, на Суматрі і Калімантані. Вони живуть в рівнинних тропічних лісах і на плантаціях. Зустрічаються на висоті до 800 м над рівнем моря. 

## Збереження
МСОП класифікує стан збереження цього виду як близький до загрозливого. Червоногорлим саїмангам загрожує знищення природного середовища.